# Miguel Reina
Miguel Reina Santos (ur. 21 stycznia 1946 w Kordobie) – hiszpański piłkarz grający na pozycji bramkarza. Podczas kariery występował w Córdoba CF, FC Barcelona oraz Atlético Madryt, a także rozegrał pięć meczów w reprezentacji Hiszpanii. Jest ojcem bramkarza José Manuela Reiny.
W 1974 Atlético Madryt z Reiną w składzie dotarło do finału Pucharu Europy, w którym na stadionie Heysel zmierzyło się z Bayernem Monachium. Po 90 minutach gry był remis 0:0. W dogrywce w 114. minucie Luis Aragonés zdobył bramkę dla Atlético, jednak Reina puścił jeszcze gola po strzale z dystansu. W rewanżu hiszpański klub przegrał 0:4.
W reprezentacji zadebiutował 15 października 1969 w wygranym 6:0 spotkaniu z Finlandią. Pojechał z kadrą na Mistrzostwa Świata 1966, w których nie rozegrał jednak ani jednego meczu. Ostatni występ w drużynie narodowej zaliczył 2 maja 1973 w przegranym 2:3 meczu z Holandią.